# حمد اليامي
حمد تركي اليامي، لاعب كرة قدم سعودي، يلعب في نادي الهلال.

## مسيرة اللاعب
لعب سابقاً في القادسية ثم انتقل إلى نادي الهلال في عام 2021.

## روابط خارجية
- حمد اليامي على موقع قاعدة بيانات كرة القدم.إي يو (الإنجليزية)
- حمد اليامي على موقع Soccerway.com (الإنجليزية)
- حمد اليامي على موقع عالم كرة القدم.نت (الإنجليزية)
- حمد اليامي على موقع كووورة
- حمد اليامي على موقع أوليمبيديا (الإنجليزية)